# デジタルテレビ放送
デジタルテレビ放送（デジタルテレビほうそう）とは、デジタル変調とデジタル圧縮を使用したテレビ放送（通信）である（データを含む場合もある）。

## 特徴
デジタルテレビ放送ではアナログ放送と同じ電波帯域でもその伝送路の伝送特性に合わせた最適な符号を選択することにより伝送路の本来の伝送容量により近づいた多くの情報量を送信できるため、デジタル化によって「多チャンネル化」又は「高精細化」（HDTV）が可能となる。
また、データ放送など便利な機能も利用できるようになる。
デジタル信号ではアナログ放送で発生するスノーノイズやゴーストや雑音などの現象は起こらない。その代わりに伝送レートが不足しているとMPEG圧縮時にブロックノイズやモスキートノイズが発生する。また雷雨や集中豪雨、大雪などによって電波の受信状態が悪くなり（降雨減衰）符号誤りがシステムの誤り処理能力を越えるとベリノイズや白色点が現れたり全く映らなくなる場合がある。
デジタル化によって縦横比率（アスペクト比）が4:3（ノーマル）に加え、16:9（ワイド）が加わる。

## 歴史
1980年代、日本の電子産業は高精細化を推し進め、NHKがMUSE方式アナログハイビジョンを世界に先駆けて開発した。日本のハイビジョンに脅威を感じたアメリカ政府は、新方式の開発を指示。その他のデジタル規格案を元にデジタルHDTV規格「ATSC」が決められた。日本ではBSデジタル規格「ISDB」によりハイビジョン放送が始まったが、逆にMUSE方式はほとんど広まらずに終わった。
「多チャンネル化」では、ディレクTVが衛星テレビをデジタル化によりチャンネル数をケーブルテレビ並みに揃えたため急速に普及した。この成功により世界で次々と同様のサービスが始まった。日本では最初にパーフェクTV（DVB-S方式　現：スカパー!プレミアムサービス）によって開始。また、イギリスでは世界で初めて多チャンネル型の地上波デジタル放送を始めた。

## 放送技術の規格

国別の規格の採用状況

### DVB
Digital Video Broadcasting。欧州に於いて開発され、多くの国で採用されている。衛星用（DVB-S/S2/S2X）、ケーブルテレビ用（DVB-C/C2）、地上波用（DVB-T/T2）、移動体向け（DVB-H、旧：DVB-X）がある。日本ではスカパー!が採用している。通常画質の多チャンネル化を目的に規格されたが、ハイビジョンも可能である。DVB-Tはマルチキャリアであるため、マルチパス妨害には強い。

### ATSC
Advanced Television Systems Committee（「高度テレビジョン・システムズ委員会」に由来）。アメリカで開発された地上波用規格で、北中米地域や韓国で採用されている。クレストファクターが小さく省電力で広範囲に電波を発信できるが、シングルキャリアでマルチパス妨害に弱い。移動体向け放送にはATSC-M/Hが開発されており、こちらは現在アメリカで採用されている。

### ISDB
Integrated Services Digital Broadcasting（「統合デジタル放送サービス」の意）。日本で開発された規格で、採用は日本のみだが、南米諸国は後述する派生規格のSBTVD-T（ISDB-TB）を使用している。衛星用（ISDB-S）と地上波用（ISDB-T。デジタルラジオ用のISDB-TSB・マルチメディア放送用ISDB-Tmmもある）がある。ISDB-Tはマルチキャリアである事に加えて時間インタリーブが採用されておりDVB-Tよりも受信性能は良いと言われるが、SBTVD-Tよりは劣る。遅延が最も長い。動画圧縮にMPEG-2を採用。携帯電話などの移動体向け放送はワンセグと呼ばれ、ISDB-Tの全13セグメントのうち1セグメントだけを部分受信する。

#### SBTVD-T
Sistema Brasileiro de Televisão Digital-Terrestre。ISDB-Tを改良して開発された規格で、国際規格名はISDB-TB。ブラジルをはじめとする南米諸国で採用されているほか、フィリピンでも採用が決定された。ISDB-Tに比べ、動画圧縮にH.264/MPEG-4 AVCを用いるなどの改良が加えられている。

### DMB
Digital Multimedia Broadcasting。大韓民国で開発された移動体向け放送の規格で、衛星用（S-DMB）と地上波用（T-DMB）がある。

### DTMB
Digital Terrestrial Multimedia Broadcast。中華人民共和国で開発された地上デジタルテレビジョン標準。北京オリンピックまでの本格普及を目指し欧州のDVB-T、清華大学のDMB-T/H、上海交通大学のADTB-T、広科院のTiMiなどが試験されていたが、DVB-Tを除くを3方式を併合したDTMBが2006年8月18日に国家の地上波放送規格「GB 20600-2006」として公布された。
なお、同国に於いて主要な地位を占めているケーブルテレビでは独特標準を採用せず、上記のDVB-Cを採用している。

## UHDTV
超高精度テレビジョンシステム、Ultra High Definition Televisionの略。4K UHD（2160p）と8K UHD （4320p）がある。ISDBは4K UHDに対応している。日本においては2014年（平成26年）に4K放送を開始（ → Channel 4K）、2016年（平成28年）8月1日より8K試験放送が開始された。次世代放送推進フォーラム上の発表資料には地上波での放送計画が示されておらず、地上波での放送は消極的と見られている。